# Andrena canohirta
Andrena canohirta là một loài Hymenoptera trong họ Andrenidae. Loài này được Friese mô tả khoa học năm 1923.